# Speed Kings
Speed Kings est un jeu vidéo de course développé par Climax London et édité par Acclaim Entertainment, sorti en 2003 sur GameCube, PlayStation 2 et Xbox.